# Prionotoma castroi
Prionotoma castroi is een keversoort uit de familie van de boktorren (Cerambycidae). De wetenschappelijke naam van de soort werd voor het eerst geldig gepubliceerd in 1952 door Corinta-Ferreira & Veiga-Ferreira.